# Maison Worms & Cie
Maison Worms & Cie est un établissement français, créé dans les années 1840 par Hippolyte Worms, qui a été absorbé en 1996 par une filiale du groupe Worms, la société Simer, laquelle a repris le nom de Worms & Cie.

## Historique
Pendant un siècle et demi, la Maison Worms a exercé ses différents métiers selon trois constantes majeures :
- le rayonnement international : fondée simultanément en France et en Angleterre, la Maison Worms a pris part, notamment, au financement de grands ensembles industriels à l’étranger, puis au développement des opérations de gestion d'actifs aux États-Unis ;
- la présence active dans les secteurs de l’énergie – charbon et pétrole – ainsi que des transports maritimes, mais aussi aériens et routiers,
- l’engagement aux côtés de l’État, particulièrement dans les périodes de conflits (guerres de Crimée et d’Italie, guerre franco-allemande, guerre de 1914-1918 et de 1939-1945) – « l’une des constantes de notre destin, écrivait à cet égard Hippolyte Worms, le petit-fils du fondateur, en 1949, est d’avoir toujours placé le devoir national avant tout autre ».

### 1841-1914 - Négoce international de charbon anglais et navigation au cabotage

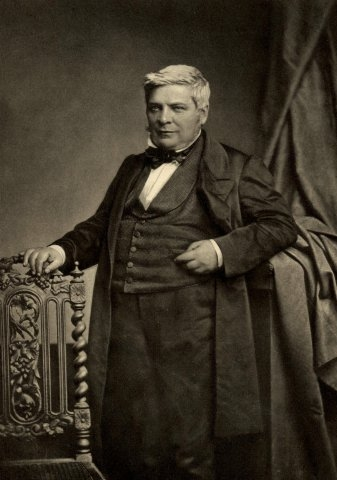
Photographie d'Hippolyte Worms (1801-1877).

Au début des années 1840, Hippolyte Worms (1801-1877) s’installe au 46, rue Laffitte, à Paris. Après diverses expériences (négoce de charbons belges, commerce international, vente en France de plâtre extrait à Paris), il s’oriente dans le commerce d’importation de charbon anglais en 1848, date qui a été retenue comme celle de la fondation de la Maison Worms.
Grâce à l’organisation solide qu’il met en place de part et d’autre de la Manche (ouverture de succursales à Newcastle et au Havre en 1848-1849, à Blyth et à Cardiff en 1851, ainsi qu’à Great Grimsby en 1856, à Bordeaux en 1856 et à Marseille en 1858), Hippolyte Worms remporte par l’infériorité de ses prix de vente (achats directs aux mines) les adjudications lancées par la Marine française pour avitailler ses navires en charbon de soute, en France et dans les colonies.
Dès 1851, il devient le fournisseur attitré des Messageries maritimes et étend sa clientèle aux principales compagnies de chemins de fer et de navigation, aux usines électriques et gazières… tant françaises qu'européennes. Pendant la guerre de Crimée (1854-1856), il fournit la totalité du charbon nécessaire aux vapeurs de la Marine nationale, mission qu'il remplit en lien avec la Royal Navy.
Le besoin de plus en plus constant de disposer de navires pour les nécessités de son commerce le conduit à entrer dans le capital de l’Anglo-French Steam Ship Co. Ltd, en 1856, société d’armement maritime anglaise, qui a pour but de dynamiser le port de Grimsby. Conjointement il passe commande en Angleterre de deux screw-steamers (vapeurs en fer et à hélice), Séphora et Emma, dont la mise en service en 1856 marque la naissance de la flotte Worms. Dévolus au transport du charbon de la Grande-Bretagne vers la France et de tout type de fret vers le nord de l’Europe (vins, farine, pommes de terre, laine…), les navires Worms sont tout d’abord affectés à la desserte de Cronstadt, navigation vite découragée par les aléas météorologiques. En 1859, la première ligne régulière de transport de marchandises est lancée entre Bordeaux, Le Havre et Hambourg. Elle est suivie par la ligne Bordeaux-Rouen en 1865, puis, Bordeaux-Anvers en 1869. Ce réseau assurera la présence active du pavillon Worms dans cette région pendant près d’un siècle. Afin d’assurer un fret régulier, une entreprise spécialisée dans la fabrication de traverses de chemins de fer et de poteaux électriques – qui s’exportent par navires entiers en Angleterre – est créée à Barsac, en Gironde, en 1860.
À compter de cette date la Maison s'affirme comme l’un des leaders des entreprises d'exportation de houille, à la fois en France et en Angleterre. Son rayonnement commercial s'étend sur tous les continents. Elle approvisionne les stations de soutage des armements maritimes européens en Méditerranée, en Amérique du Sud et jusqu'en Extrême-Orient (Da Nang au Viêt Nam, Hong Kong et Shanghai en Chine). Preuve de son développement économique, elle change d’adresse et installe son siège dans le nouveau quartier d’affaires de Paris, au 7, rue Scribe, en 1864.
L’année suivante, elle fournit à l’entreprise chargée du percement de l’isthme de Suez, en Égypte, le charbon servant à actionner les dragueuses et les excavatrices. À la veille de l’inauguration du Canal en 1869, une succursale est fondée à Port-Saïd, dont le dynamisme participera activement à la prospérité de la Maison. La guerre franco-allemande (1870-1871) provoque la paralysie des lignes maritimes Worms ; les navires sont affectés à l’approvisionnement, depuis l’Angleterre, des stations charbonnières de la Marine nationale à Cherbourg, Brest, Toulon et Suez.
Entre 1852 et 1871, les exportations des succursales britanniques de la Maison sont passées de 400 000 à 900 000 tonnes de houille, ce qui correspond à 6 %, puis 7 %, du total exporté d’Angleterre à ces mêmes dates. En 1871, la succursale de Port-Saïd livre les trois quarts du charbon embarqué sur les rives du canal de Suez.
Soucieux de garantir après sa mort la continuité de ses affaires, Hippolyte Worms, en 1874 s’associe avec l’un de ses collaborateurs, Henri Josse, et transforme sa maison de commerce en une société en nom collectif dénommée Hypte Worms & Cie. Il décède en 1877. L’année d'après, le siège social est transféré dans un immeuble que le fondateur a fait spécialement construire au 45, boulevard Haussmann, à Paris.
Durant la période suivante, qui voit s’affirmer le rôle d’Henri Goudchaux (1846-1916) en tant que chef de Maison, la société poursuit son expansion. Le réseau de cabotage est complété par les lignes Bordeaux-Bremerhaven (transformée en Bordeaux-Anvers-Bremerhaven), Rouen-Pasaia (Espagne)/Santander-Pasaia-Rouen (1880-1884). Dès 1881, la succursale de Port-Saïd offre aux armateurs dont elle est l’agent une gamme de services bancaires. Toujours en 1881, la société adopte la forme en commandite simple sous la raison, Worms, Josse & Cie, et absorbe la société F. Mallet & Cie, au Havre, dont Hippolyte Worms était l’actionnaire fondateur ; l’armement compte 12 navires. La raison sociale est à nouveau changée, en 1895, en Worms & Cie.
Entre-temps, de nouvelles implantations ont été créées : à Pasaia (1884), Zanzibar (1885), Bayonne (1887), Alger (1891) et Buenos Aires (1892). En 1891, la société a apporté sa caution financière à MM. Marcus Samuel & Co. (fondateurs de la Shell Transport and Trading Cy) pour le passage de ses navires pétroliers par le canal de Suez. Grâce à cet accord, la Maison de Port-Saïd est devenue agent général de la Shell en Égypte (1898), puis en Palestine et en Syrie (1904). En 1905, la ligne Dieppe-Grimsby, créée en 1856 par A. Grandchamp Fils en partenariat avec Hippolyte Worms, est rachetée par Worms & Cie ainsi que les services Nantes-Bordeaux et Nantes-Bayonne exploités par l'Armoricaine (1907).
Entre 1888 et 1890, les exportations de charbons anglais de la Maison sont passées de 1 292 633 tonnes à 1 574 252 tonnes, chiffre qui ne fut dépassé par aucune autre société française. Les marchandises transportées entre tous les ports desservis par les lignes Worms ont atteint un total de 534 602 tonnes en 1912 et de 578 151 tonnes en 1913. À cette date, la Maison assure par ses seuls services sur Brême et Hambourg la totalité des transports par voie maritime entre la France et l'Allemagne du Nord.

### 1914-1939 - Construction navale et services bancaires
Aussitôt l'entrée en guerre de la France, le 1er août 1914, au sein de la Triple-Entente et contre l'Allemagne et l'Autriche-Hongrie, une partie de la flotte Worms est affectée par l’Administration au transport de matières premières et de matériaux pour les troupes, les services publics et les industries locales. Les navires, pour la plupart, sont tout d’abord mobilisés pour des missions précises et temporaires. Puis, les réquisitions deviennent de plus en plus permanentes à mesure que le conflit se prolonge. En dépit de la guerre sous-marine qui détruit un grand nombre de bâtiments, la desserte des lignes sur l’Atlantique et la Manche est maintenue, et une desserte Bristol-Swansea-Le Havre est créée en 1915.
Henri Goudchaux décède en 1916 ; à sa suite, Hippolyte Worms (1889-1962), petit-fils homonyme du fondateur, prend la tête de la société. Il signe un accord avec la Marine en vue d'assurer entre le Pays de Galles et Brest un transport mensuel de 8 000 tonnes de charbon, ramenées à 6 000 tonnes, en raison de la perte accrue de navires pour faits de guerre ; pour cette même raison, la convention par laquelle la Maison s'engage auprès de l'État à affecter treize de ses navires à des voyages entre Bordeaux et Dunkerque et à des voyages de cabotage entre ports français, est ramenée à dix unités ; parallèlement, l'organisation commerciale dans tous les ports du Royaume-Uni est mise à la disposition de l'Administration, la Maison assurant la gérance des vapeurs alloués à la France par le Comité interallié (1916-1918). La succursale de Port-Saïd fonctionne à plein régime ; à partir de cet établissement une base de ravitaillement des troupes françaises est établie à Beyrouth, en 1918.
À la fin des hostilités, l’armement Worms se trouve amputé de sept navires sur les dix-huit qu’il comptait en juillet 1914 ; à ces pertes s’ajoutent trois unités sur les cinq entrées en flotte durant le conflit. La somme des ports en lourd est ainsi réduite de 18 721 tonnes sur un total de 38 705 tonnes.
Dès 1916, la décimation des armements commerciaux a incité les pouvoirs publics à rechercher des solutions pour pallier les problèmes de pénurie des navires, une fois la guerre terminée. Trois groupes industriels et financiers ont ainsi été approchés, et parmi eux, la Maison Worms, qui acquiert des terrains, sur la commune du Trait, en aval de Rouen, afin de créer un chantier naval sur la rive droite de la Seine. L’édification en pleine campagne d’un tel site industriel (équipé de huit cales de construction, d'ateliers de tôlerie, de chaudronnerie, de mécanique, de menuiserie, etc.) se double de la transformation du village d'origine en une cité pourvue d'une infrastructure, de logements, de commerces, etc., adaptés à une population accrue par le recrutement d’une main-d'œuvre nombreuse. Les chantiers navals du Trait sont inaugurés le 29 novembre 1921, lors du lancement du Capitaine-Bonelli, cargo-charbonnier de 4 700 tonnes, premier sorti des cales.
La desserte des lignes régulières reprend dès la fin des hostilités avec les treize unités rescapées et le renfort de navires affrétés : ancrés au Havre et à Bordeaux, les services maritimes couvrent la façade occidentale de la France, et desservent les ports de Nantes, Brest, Boulogne et Dunkerque. L'activité est soutenue par les besoins en matériaux nécessaires à la reconstruction des régions de l'Est et du Nord. En 1921, trois navires entrent en flotte : Caudebec, Jumièges et Yainville, cargos adaptés aux chargements lourds ou encombrants (ciment, chaux, plâtre, fer, dont les régions dévastées ont besoin). Ils sont affectés à la desserte des Pays baltes et au transport du bois de Pologne, qui, avec la nouvelle ligne joignant l'Allemagne, la Pologne, la province de Prusse-Orientale et la Russie, s’inscrivent dans le mouvement de redéploiement de la Maison Worms en Europe septentrionale, mouvement qui engendre les succursales de Rotterdam, Hambourg, Anvers et Dantzig (1919), puis, de Varsovie, Prague et Duisbourg (1920). En 1936, un service Marseille-ports du nord est établi pour lutter contre la baisse de trafic en mer Baltique.
Le négoce de charbon anglais, quant à lui, connaît un certain dynamisme en Méditerranée orientale où des comptoirs sont ouverts à Haïfa (Palestine, 1921), Alexandrette (Syrie, 1923) et Mersin (Turquie, 1924). Peu encore concurrencé par le pétrole et ses dérivés, ce commerce pâtit surtout des grèves qui paralysent les houillères britanniques durant les années 1920 et principalement en 1926. La Maison se trouve dès lors dans l’obligation de diversifier ses sources d'approvisionnement : en 1937, les minerais anglais ne représentent plus que 60 % du volume de ses importations, le reste provient d'Allemagne, de Pologne, de Belgique, de Hollande, du Tonkin et de Turquie. En plus du charbon, les succursales s’engagent dans la distribution des combustibles liquides à partir de 1936.
Accueilli par Hippolyte Worms au sein de Worms & Cie en 1927, Jacques Barnaud devient associé gérant en 1929. Quelques mois plus tôt, les deux hommes ont évalué l’opportunité de créer un département de banque : devant l'importance prise par les mouvements de fonds de la société, ils ont étudié la question des avantages que les trois autres branches de la Maison (maritime, combustible et constructions navales) pourraient retirer de l'offre de services bancaires à leur clientèle (facilités pour le paiement du fret, crédits, escomptes, avances sur marchandises, octroi de délais de paiement…). « La Maison Worms - est-il projeté en outre - pourrait prendre des participations dans certaines grosses affaires ou intervenir dans des émissions d'actions ou d'obligations pour compte de compagnies de gaz, d'électricité, d'emprunt de ville et se réserver ainsi la fourniture exclusive du charbon et des transports… » Le pas est franchi en juillet 1928, date de la création des Services bancaires. La nouvelle activité ne donne pas lieu à la création d'une société, fût-elle une filiale à 100 %. Elle est exercée par la Maison elle-même, au moyen d'un quatrième département. Voués aux opérations de banque d’affaires : soutien financier et conseil apportés aux établissements frappés par la récession économique (« crise de 1929 ») et aux entreprises à fort potentiel de croissance, mais dépourvues des moyens nécessaires à leur modernisation, les Services bancaires de Worms & Cie s’illustrent notamment par :
- le sauvetage et la prise de contrôle de la Compagnie havraise péninsulaire – surnommée 'Nochap', entre 1929 et 1934, opération qui marque l’engagement de la Maison Worms dans les transports maritimes au long-cours,
- le financement du commerce extérieur (avec l’Europe du Nord et les pays d’outre-mer notamment),
- la souscription à l’augmentation de capital et la réorganisation d’entreprises spécialisées dans l’immobilier (Unife…), l’orfèvrerie (Marret, Bonnin, Lebel et Guieu), l’énergie (Lyonnaise des eaux et d’éclairage, Portefeuille industriel, Estrellas…), le bâtiment et les travaux publics (Société française de dragage et de travaux publics, Albert Cochery…), la distribution et la fabrication (Félix Potin, Japy Frères, Puzenat…),
- la participation à la création d’Air France en 1932,
- le soutien financier apporté à des sociétés de recherches et de transports pétroliers, dont la Société des transports maritimes pétroliers – STMP en 1936,
- l’investissement dans l’assurance à travers le sauvetage de La Préservatrice en 1938.

L'équipe qui procède à ces opérations, sous la direction de Gabriel Le Roy Ladurie et de Raymond Meynial, réalise en 1938 une mission d'envergure nationale avec la fondation de la Société française de transports pétroliers - dite 'SFTP', société qui allie l’initiative privée à la puissance de l'État.

### 1939-1945 - Dans la tourmente
Le 1er septembre 1939, les troupes allemandes envahissent la Pologne ; quelques heures plus tard, le gouvernement français décrète la mobilisation générale et l'état de siège. La totalité des navires de commerce de plus de 500 tonneaux est réquisitionnée : la majorité passe sous contrôle de la Direction des transports maritimes (DTM) en temps de guerre. Ainsi, 23 des 24 caboteurs de la Maison sont mobilisés : 8 sont requis par la Marine nationale qui les transforme en patrouilleurs. Les neuf cargos de la Nouvelle Compagnie havraise péninsulaire ('NCHP') et les huit navires pétroliers de la Société française de transports pétroliers entrent pareillement en service de guerre. Le personnel basé en Europe du Nord est rapatrié. Les lignes de cabotage sont arrêtées ainsi que les importations de charbon quelle qu’en soit la provenance. Les succursales britanniques sont regroupées dans la société Worms & Co. Ltd.
Alors que l’avancée de l’armée allemande dans l’Hexagone provoque l’exode de la population, les chantiers navals du Trait sont évacués et une partie des services de la Maison est repliée à Nantes. À Londres, Hippolyte Worms, qui exerce depuis novembre 1939 les fonctions de chef de la délégation française au Comité exécutif franco-anglais des Transports maritimes, signe les accords du 4 juillet 1940, connus sous son nom, lesquels transfèrent à l’Angleterre les contrats d’affrètement des 2 millions de tonnes de navires neutres conclus par la France. Cet engagement établi au lendemain de l’attaque de Mers-el-Kébir déclenche une campagne de presse contre la Maison, bientôt reprise et amplifiée par les journaux collaborationnistes, qui se déchaînent contre Hippolyte Worms et stigmatisent ses sympathies à l’égard de l’Angleterre (dont sa femme, son gendre et ses petits-enfants sont originaires). Activement poussée par Laval, Déat, Costantini…, cette entreprise de diffamation concourt au placement de la Maison sous le contrôle d’un administrateur allemand. Parallèlement, les Chantiers du Trait sont mis sous la surveillance de la Kriegsmarine.
En 1940, une agence bancaire est ouverte en zone libre, à Marseille, puis, une seconde à Alger, en 1941. Les Services charbons sont reconvertis dans la production de combustibles de remplacement : tourbières, foresteries et scieries, où trouvent refuge quantité de réfractaires au STO. Les Chantiers du Trait résistent aux injonctions allemandes en retardant le plus possible l’achèvement des navires qui leur est ordonné. Ainsi sur les trois pétroliers ravitailleurs et les trois sous-marins qui se trouvaient sur cale en juin 1940, seuls sont lancés durant la guerre le sous-marin La Favorite, après plus d’un an et demi de retard sur la date prévue, et le pétrolier Charente, rebaptisé Ostriesland. Le sous-marin L’Africaine, dont le lancement était prévu en février 1941, entrera finalement en service le 7 décembre 1946 ! Dès le second semestre de 1941, les chantiers et la ville du Trait ont à subir de nombreux bombardements dont les dévastations sont aggravées par les combats terrestres et aériens lors de la bataille de la Seine à partir du 15 août 1944. Quelques mois auparavant, la succursale d’Alger a été mise sous séquestre par le Comité français de défense nationale, qui veut étendre cette mesure à toutes les agences en France, alors que le ministre anglais des Transports de guerre refuse d’inscrire la Maison de Port-Saïd sur la Liste noire.
À la Libération, une action judiciaire est menée à l’encontre d’Hippolyte Worms et de Gabriel Le Roy Ladurie, tous deux soupçonnés de collaboration économique avec l’ennemi et emprisonnés à Fresnes le 8 septembre 1944. Leur détention dure jusqu’au 21 janvier 1945. Elle conduit à l’entrée de Robert Labbé, petit-fils d'Henri Goudchaux, et de Raymond Meynial dans la gérance de la société. Le 25 octobre 1946, la Cour de justice de la Seine décide, au vu des conclusions des rapports d’instruction, de classer les dossiers. Et le 10 février 1947, la Commission d'épuration prononce à son tour le non-lieu des poursuites dont Hippolyte Worms et Gabriel Le Roy Ladurie ont été l'objet.

### 1946-1970 - Filialisation des métiers historiques
La Maison entreprend à la Libération une œuvre de reconstruction qui l'amène à constituer son département constructions navales en société distincte. En 1946, les chantiers du Trait sont ainsi transformés en société anonyme dénommée ateliers et chantiers de la Seine-Maritime. Le site est agrandi et modernisé, et une nouvelle période de prospérité s’ouvre. Cette même année, forts du succès de l’agence d’Alger, les Services bancaires créent une succursale à Casablanca et prennent des participations dans des entreprises marocaines.
En 1948, l’État français prend une décision lourde de conséquence pour l’avenir du plus ancien département de la Maison : il confie à l’organisme ATIC (Association technique de l’importation charbonnière) le monopole des achats à l’étranger et du transport des combustibles solides nécessaires à la France. La Maison doit par conséquent cesser d’exercer son métier d’importateur de charbon. Elle s’oriente dès lors vers la distribution de produits pétroliers par réseau direct. Elle prend part également à la création de la compagnie pétrolière Antar. Les agences de Belgique et de Hollande, dédiées principalement au transport de la houille, sont transformées en sociétés anonymes en 1949.
À cette date, les Services bancaires se rapprochent de la compagnie d’assurances, La Foncière Transports, rapprochement qui sera reconduit, dix ans plus tard, avec le Lloyd de France-Vie (1960). Entre-temps, les Bancaires mettent au point le financement de grands ensembles industriels et des premières usines clé en main à l’étranger, par l’intermédiaire du Comptoir international d'achats et de ventes – Ciave.
Les lignes de cabotage Worms et NCHP en Europe du Nord, en Méditerranée et dans l’océan Indien sont redéployées. À partir de 1957, le commerce de combustibles (charbons, fioul et gaz) de même que l’exploitation de la flotte et des services maritimes de la Maison sont confiés à une société, filiale de Worms & Cie, dénommée : Worms, Compagnie maritime et charbonnière – Worms CMC.
La fin des années 1950 et les années 1960 sont marquées par les mouvements de décolonisation qui suscitent la fermeture des établissements d’Afrique du Nord et d’Égypte ainsi que la création de filiales communes avec des partenaires et les gouvernements des nouveaux États indépendants. Sur le plan maritime, l’entrée en flotte des premiers gros porteurs de conteneurs et des super-pétroliers (VLCC) impose de moderniser les compagnies contrôlées par la Maison (CNCO, SFTP, STMP), défi que va relever une nouvelle équipe de dirigeants.
En 1962, Hippolyte Worms et Jacques Barnaud décèdent. Raymond Meynial (1902-1996) leur succède. Entré dans les Services bancaires en 1932, il conduit la transformation de ce département en une société distincte : la Banque Worms, dont le capital est ouvert à quatre banques étrangères (1964-1967). En 1966, Worms & Cie entre dans la Compagnie bancaire, laquelle regroupe les activités financières créées sous l'égide de Jacques de Fouchier. À cette date, les ateliers et chantiers de la Seine-Maritime sont absorbés par les Chantiers de la Ciotat. Deux années plus tard, en 1968, l'exploitation des lignes de cabotage Worms est arrêtée et les navires sont vendus. La Banque s’engage dans le crédit-bail immobilier par la fondation d'Unibail et renforce son réseau d’agences en France et à l'étranger (New York, Genève, Londres).

### 1970-2006 - Constitution du groupe Worms
En 1970, Worms & Cie prend le contrôle de Pechelbronn, ancienne société mère d'Antar, puis de Simer (1973), holding d'investissements outre-mer. C’est également l’année qui marque son intervention dans le secteur des assurances avec la constitution du groupe Foncière, qui englobe les compagnies Tiard, vie et capitalisation. En 1971, la Maison acquiert la majorité des titres de ce groupe par le rachat de la participation des Assicurazioni Generali. Deux ans plus tard, elle crée le holding Préservatrice SA sous lequel sont rangées les compagnies AIRD et vie.
À la même époque, elle rassemble les armements et les sociétés de services maritimes dans la Compagnie navale Worms – CNW (1971). Et tandis que débute son désengagement des activités combustibles (1972-1983), elle réunit ses participations industrielles, commerciales et tertiaires au sein de Pechelbronn. En 1974, Raymond Meynial prend sa retraite et Nicholas Clive Worms, petit-fils d'Hippolyte Worms, entre dans la gérance de la Maison. Le processus de restructuration du pôle assurances s’accélère : réunies sous l’égide d’une société mère (1976), les compagnies Foncière et Préservatrice sont fusionnées et donnent naissance au groupe PFA en 1981. À cette date, ARC (Aménagement, Rénovation, Construction), société spécialisée dans les services immobiliers (centres commerciaux) est constituée sur l’initiative d’Unibail. Cette année-là, également, François Mitterrand accède au pouvoir présidentiel et met en application son programme de nationalisations. C’est ainsi qu’en 1982, la Banque Worms est nationalisée. Dès lors, les opérations financières sont poursuivies à travers deux sociétés filiales : la Banque de gestion privée et la Banque Worms & Cie (Suisse), puis redéployées à travers Demachy Worms & Cie dont le groupe Worms prend progressivement le contrôle (1983-1989).
En 1986, la Compagnie navale Worms – CNW est transformée en Compagnie nationale de navigation – CNN, à la suite du rachat de cette dernière à Elf ; le groupe maritime conduit son renforcement dans le transport pétrolier après la cession des intérêts dans les lignes régulières (1987) avec la vente de la Nouvelle Compagnie Havraise Péninsulaire - NCHP à Delmas-Vieljeux. Parallèlement, les participations du Groupe dans l’agroalimentaire (Générale sucrière, Lesieur, Danone, Panzalim) et le papier (Arjo Wiggins Appleton, issue de l’apport en 1990 des actifs d’Arjomari Prioux à Wiggins Teape Appleton Plc), sont réunies sous Saint Louis (1986-1991), compagnie sucrière, elle-même filiale de Pechelbronn depuis 1973.
En juin 1987, les 97 commanditaires - héritiers des fondateurs et des associés -, transforment Worms & Cie en société en commandite par actions. Deux ans plus tard, Pechelbronn, également changée en SCA, rachète la quasi-totalité des titres d’Athena, société qui contrôle le GPA (Groupe des Populaires dont l’origine remonte à la création en 1910 de La Populaire-Vie et à celle dans les années 1950 de La Populaire IARD) ; Athena et PFA SA sont alors fusionnées pour donner naissance à un nouveau holding baptisé Athena Assurances, sous lequel sont regroupés PFA et GPA.
Le groupe Worms développe ses activités de gestion de capitaux pour compte de tiers sous le nom de Permal (en) à New York, ainsi que d’Ifa et d’Ifabanque, sociétés créées respectivement au Koweït et à Paris, avec des partenaires saoudiens et koweïtiens. En 1991, Pechelbronn est absorbée par Simer qui adopte Worms & Cie comme dénomination tandis que l'ancienne Worms & Cie est baptisée Maison Worms & Cie. Worms & Cie est cotée à la bourse de Paris et ouvre son capital à Ifil (groupe Agnelli – 1990), Temasek Holdings Pte (véhicule d'investissement du gouvernement de Singapour – 1992), et Abu Dhabi Investment Authority (1992).
En 1995, la CNN formalise son rapprochement avec la Compagnie maritime belge - CMB, avec laquelle sont regroupées leurs activités respectives de transport maritime pétrolier sous le nom d'Euronav, lequel deviendra un des principaux transporteurs maritimes de pétrole indépendants au monde; toujours en 1995 Arc Union est apportée à Unibail.
L’année suivante, Maison Worms & Cie et Saint Louis sont absorbées par Worms & Cie qui adopte la forme de société anonyme à directoire et conseil de surveillance. En 1997, Demachy Worms & Cie est vendue au groupe de la Banque de Neuflize.
Puis, Athena Assurances est cédée aux AGF et CNN à la Compagnie maritime belge dans le cadre de la contre-OPA menée par les actionnaires de Worms & Cie en opposition à l'offensive tentée par le groupe Pinault ; Worms & Cie et Someal sont fusionnées (1997-1998). En 2005, Permal est cédée. Enfin, les actionnaires familiaux (descendants du fondateur et des gérants) se retirent de la direction et du capital du Groupe dont la dénomination est changée en Sequana (2005-2006).